# Gomphomacromia paradoxa
Gomphomacromia paradoxa là loài chuồn chuồn trong họ Synthemistidae. Loài này được Brauer mô tả khoa học đầu tiên năm 1864.